# Puchlakowskij (rejon ust-doniecki)
Puchlakowskij (ros. Пухляковский) – chutor w Rosji, w obwodzie rostowskim, w rejonie ust-donieckim. W 2010 liczył 1806 mieszkańców.